# هنري باريت (لاعب كريكت)
هنري باريت (بالإنجليزية: Henry Barrett)‏ (19 أغسطس 1837 في أستراليا - 10 سبتمبر 1910 في أستراليا) هو لاعب كريكت أسترالي. لعب مع فريق تسمانيا للكريكت.

## وصلات خارجية
- هنري باريت على موقع إي آس بي آن كريك إنفو (الإنجليزية)